# واگنر (بازیکن فوتبال)
واگنر (به پرتغالی: Vanger Conceição da Silva) هافبک، هافبک اهل برزیل است که در شهر São Luís و در تاریخ ۲۷ ژانویهٔ ۱۹۸۷ به دنیا آمده‌است.
واگنر در تیم‌های فوتبال CA Fénix سابقهٔ حضور دارد.